# アイナ・ボイル
アイナ・ボイル（Ina Boyle, 1889年3月8日 - 1967年3月10日）は、アイルランドの作曲家。
ボイルはエニスケリーに近いブッシー・パーク（Bushey Park）に生まれた。彼女は幼少期からヴァイオリンとチェロを学んだ。ダブリンではキットソン（Kitson）博士とヒューソン（Hewson）博士に師事しつつ、従兄弟にあたる作曲家のチャールズ・ウッドとの書簡のやり取りを通じて対位法、和声、作曲を学んだ。これらに加えて、定期的にロンドンに赴いてはレイフ・ヴォーン・ウィリアムズの指導を仰いでいた。また、彼女はパーシー・バックの下でも学んでいた。
孤立していたボイルの音楽はほとんど演奏されることはなかったが、それでも彼女は没するまで作曲を続けた。彼女の作品である「The Magic Harp」はカーネギー賞を受賞し、1948年のロンドンオリンピックでの芸術競技に彼女が出品した「Lament for Bion」はアイルランドに入賞をもたらした。ボイルはがんを患ってエニスケリーに没した。彼女の遺した草稿はダブリン大学トリニティ・カレッジの図書館に保管されている。
アイルランドでは2010年6月12日に、アイルランド放送協会によってボイルの生涯と音楽を特集したラジオ番組が放送された。

## 主要作品
ボイルは合唱曲、パートソング、バレエ音楽を3曲、弦楽四重奏曲を1曲、歌曲集、管弦楽や管弦楽と合唱とのための協奏曲を作曲した。
- 合唱と管弦楽のための「Soldiers at Peace」 （1916年）
- 管弦楽のための狂詩曲「The Magic Harp」 （1919年）
- 管弦楽のための田園詩曲「Colin Clout」 （1921年）
- 無伴奏合唱曲「Gaelic Hymns」 （1923年–1924年）
- 交響曲第1番「Glencree」 （1924年–1927年）
- ヴァイオリンと室内オーケストラのための「Phantasy」 （1926年）
- チェロと管弦楽のための「Psalm」 （1927年）
- 交響曲第2番「The Dream of the Rood」 （1929年–1930年） アングロ・サクソン人の詩に基づく
- 小オーケストラのためのバレエ組曲「Virgilian Suite」 （1930年–1931年） ウェルギリウスの「牧歌」に基づく
- 序曲 （1933年–1934年）
- 弦楽四重奏曲 ホ短調 （1934年）
- ヴァイオリン協奏曲 （1935年）
- 「死の舞踏」 - 舞踏のための仮面 （1935年–1936年） ハンス・ホルバインの木版画に基づく
- 無声劇もしくはバレエ「The Vision of Er」 （1938年–1939年） プラトンの「国家」第10巻に基づく
- 小オーケストラのための素描「Wild Geese」 （1942年）
- コントラルトと管弦楽のための交響曲第3番「From the Darkness」 （1946年–1951年） イーディス・シットウェル（英語版）詩
- 独唱と室内オーケストラのための田園オペラ「Maudlin of Paplewick」 （1964年–1966年） ベン・ジョンソンの「The sad shepherd」に基づく[7]